# Castelnau-le-Lez
Castelnau-le-Lez este o comună în departamentul Hérault din sudul Franței. În 2009 avea o populație de 14.925 de locuitori.

## Evoluția populației
| An        | 1975  | 1982  | 1990   | 1999   | 2006   | 2009   |
| --------- | ----- | ----- | ------ | ------ | ------ | ------ |
| Populație | 9.339 | 9.884 | 11.043 | 14.214 | 15.229 | 14.925 |